# 埃克塞特
埃克塞特（讀音：/'eksɪtər/ⓘ）是一座大教堂城，也是英國英格蘭西南區域德文郡的郡城。它位于埃克斯河畔，大约在普利茅斯东北36英里（58公里）处，布里斯托尔西南65英里（105公里）处。
在罗马不列颠时期，埃克塞特作为第二军团（Legio II Augusta）的基地建立，由维斯帕先亲自指挥。中世纪时期，埃克塞特成为一个宗教中心。埃克塞特大教堂建于11世纪中期，在16世纪的英格兰宗教改革时期成为了圣公会教堂。埃克塞特曾是羊毛贸易的繁荣中心，但到第一次世界大战时，这座城市逐渐衰落。第二次世界大战后，城市中心进行了大量重建，如今成为德文郡和康沃尔郡的教育、商业和旅游中心。埃克塞特大学的两个校区——Streatham校区和St Luke's校区——也位于此地。
根據2021年人口普查數據 （页面存档备份，存于），該城人口為130,700，比2011年增加12,900人。人口普查結果還顯示，該城人口的中位數年齡為35歲，是西南部第二低，僅次於布里斯托城的34歲，遠低於英格蘭的40歲。
埃克塞特的交通十分發達。埃克塞特是一個著名的旅遊都市，然而這裡的主要產業卻不是旅遊業。在羅馬時期這裡就有了都市。之後撒克遜人來到了這裡。埃克塞特的都市規模仍在不斷擴大。工業和服務業是這裡的主要產業。埃克塞特市內有眾多旅遊景點及購物設施。市內有不少宗教建築。埃克塞特的市政廳建于中世紀，號稱是英格蘭歷史最長的市政廳，並且迄今都仍在使用。

## 名字
埃克塞特（Exeter）这个现代名称源自古英语的“Escanceaster”。该名称由埃克斯河（现称为Exe）的英语化形式和古英语后缀“-ceaster”发展而来，后缀常用于标识重要的堡垒或设防城镇（类似于Dorchester和Gloucester）。同样地，这座城市的康沃尔语名称“Karesk”和威尔士语名称“Caerwysg”都意为“位于埃克斯河上的堡垒”。
“Exe”这个名称独立于古不列颠语（Brittonic），其含义为“水”或更确切地说是“多鱼的水”（参见威尔士语中的“pysg”，复数形式为“鱼”）。类似的词根也出现在其他地名中，如英格兰的Axe和Esk，以及威尔士的Usk（Wysg）。

## 图集

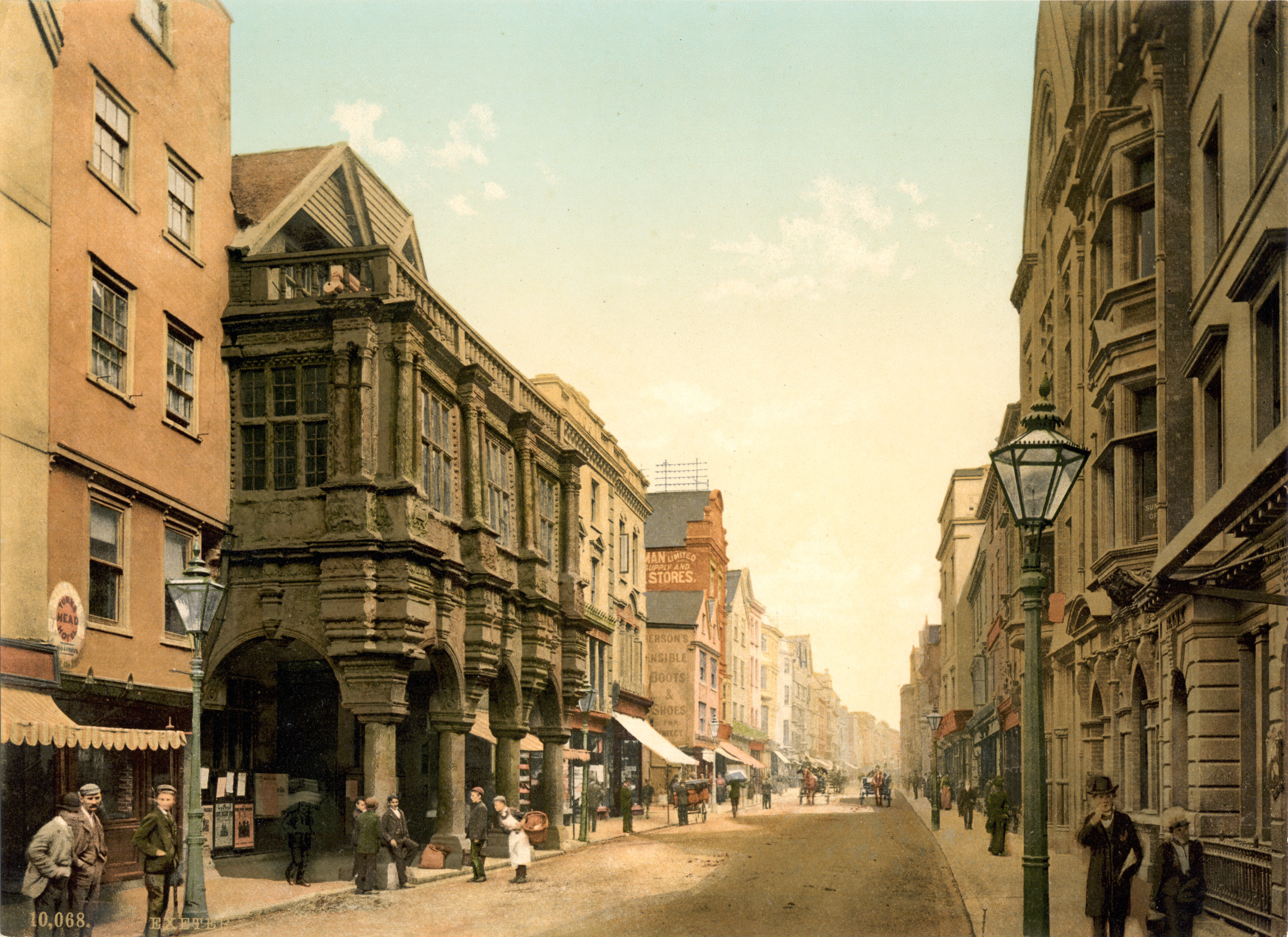
1895年的景觀
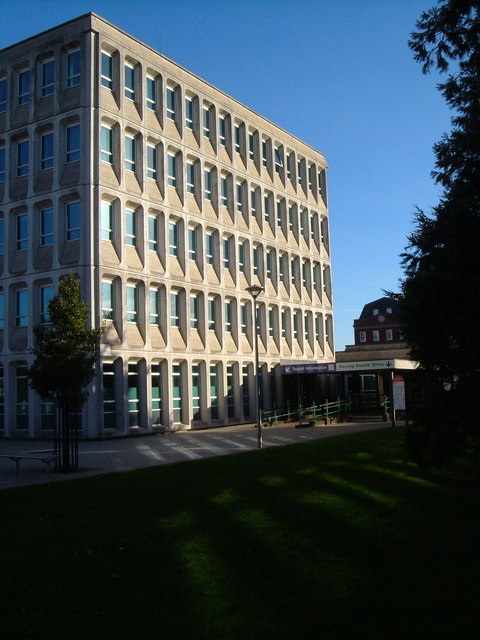
埃克塞特市公所
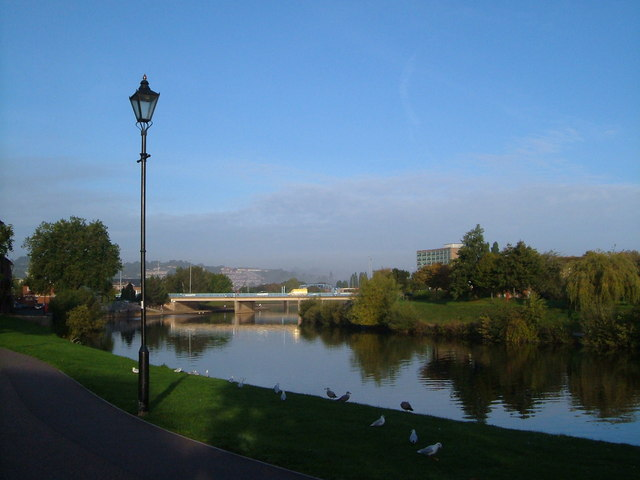
埃克塞特河
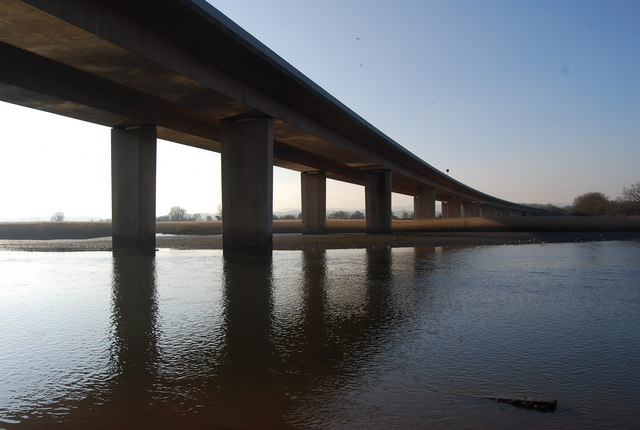
M5大橋
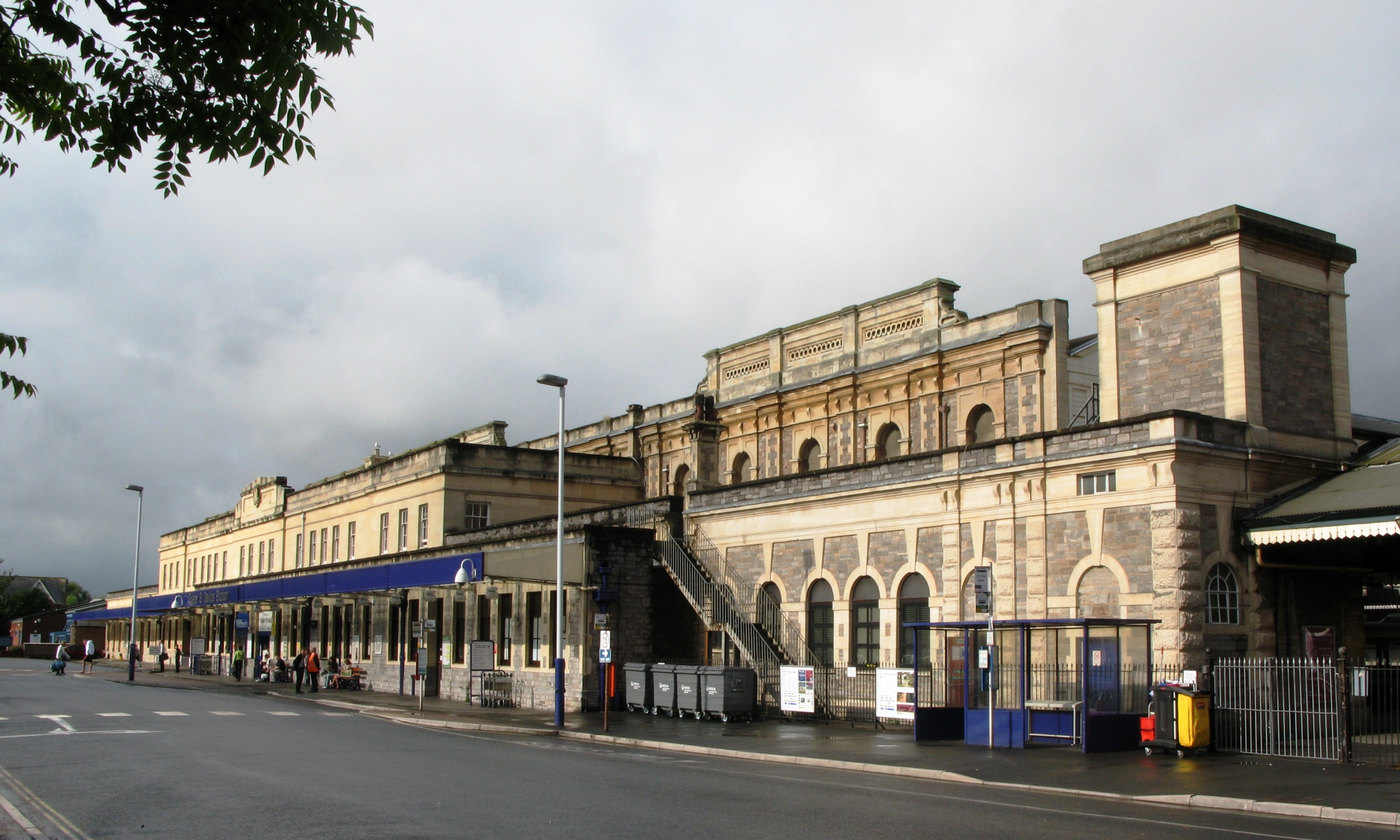
埃克塞特火車站
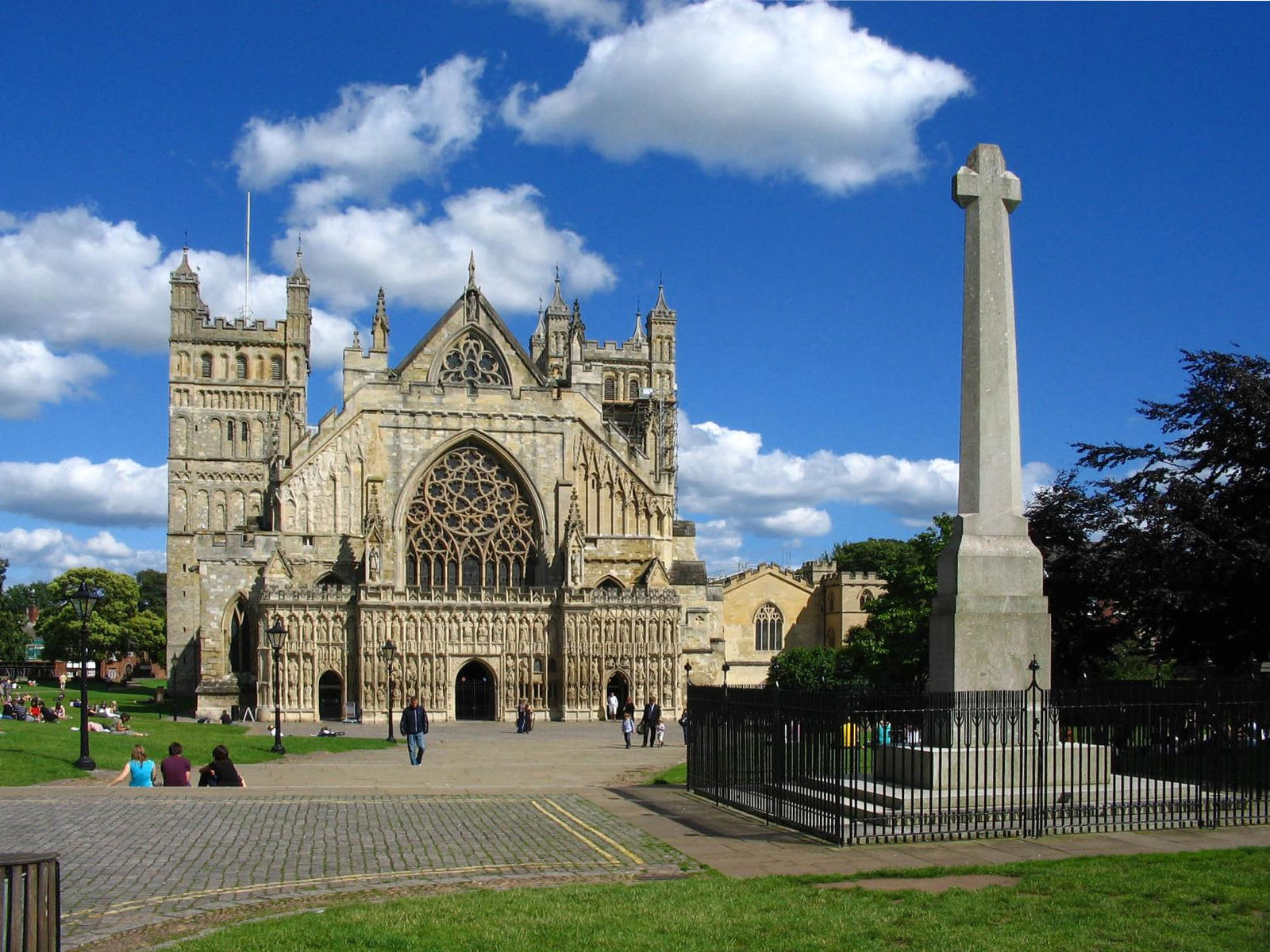
埃克塞特座堂
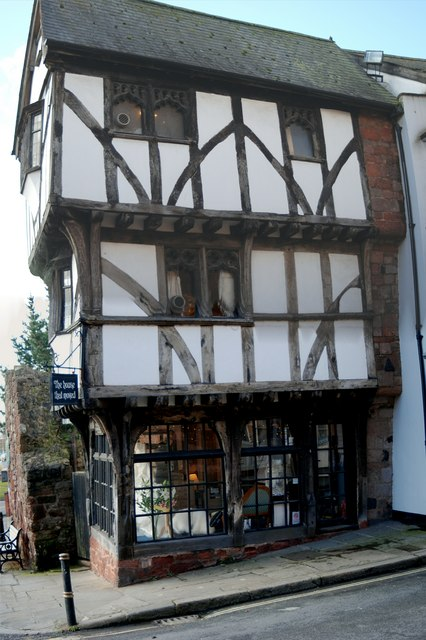
跳躍之屋
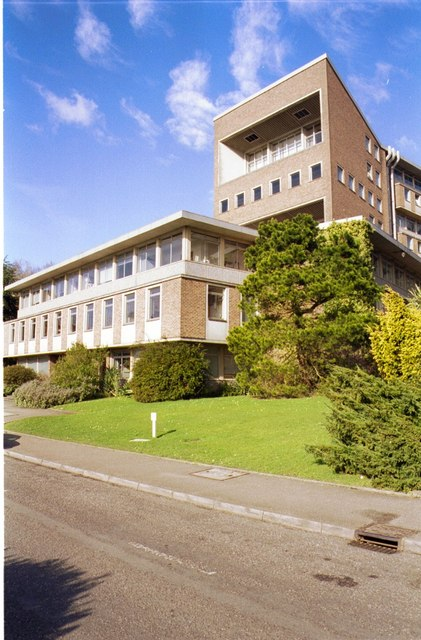
J·K·羅琳就讀的埃克塞特大學
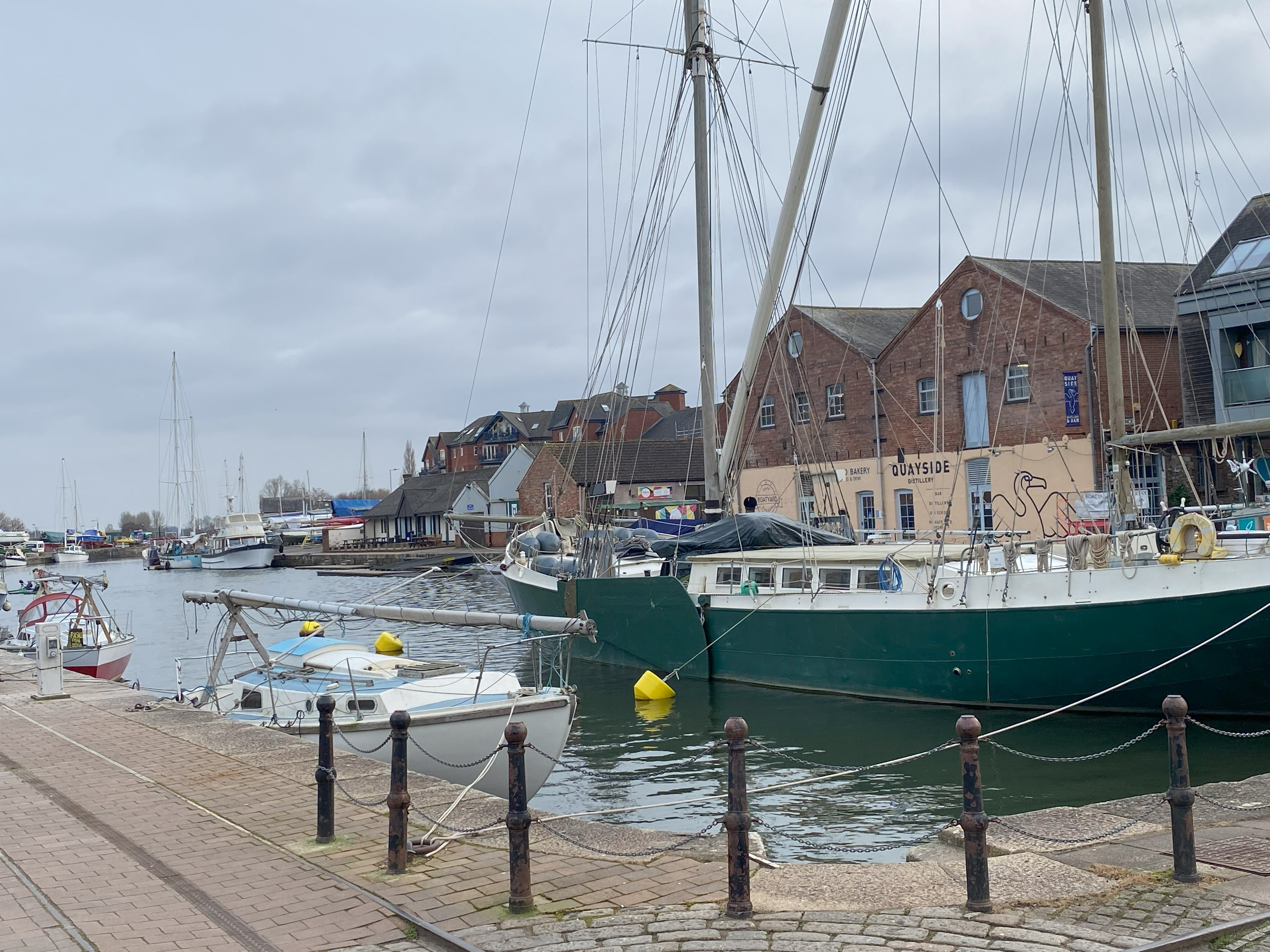
碼頭 (Exeter Quayside)
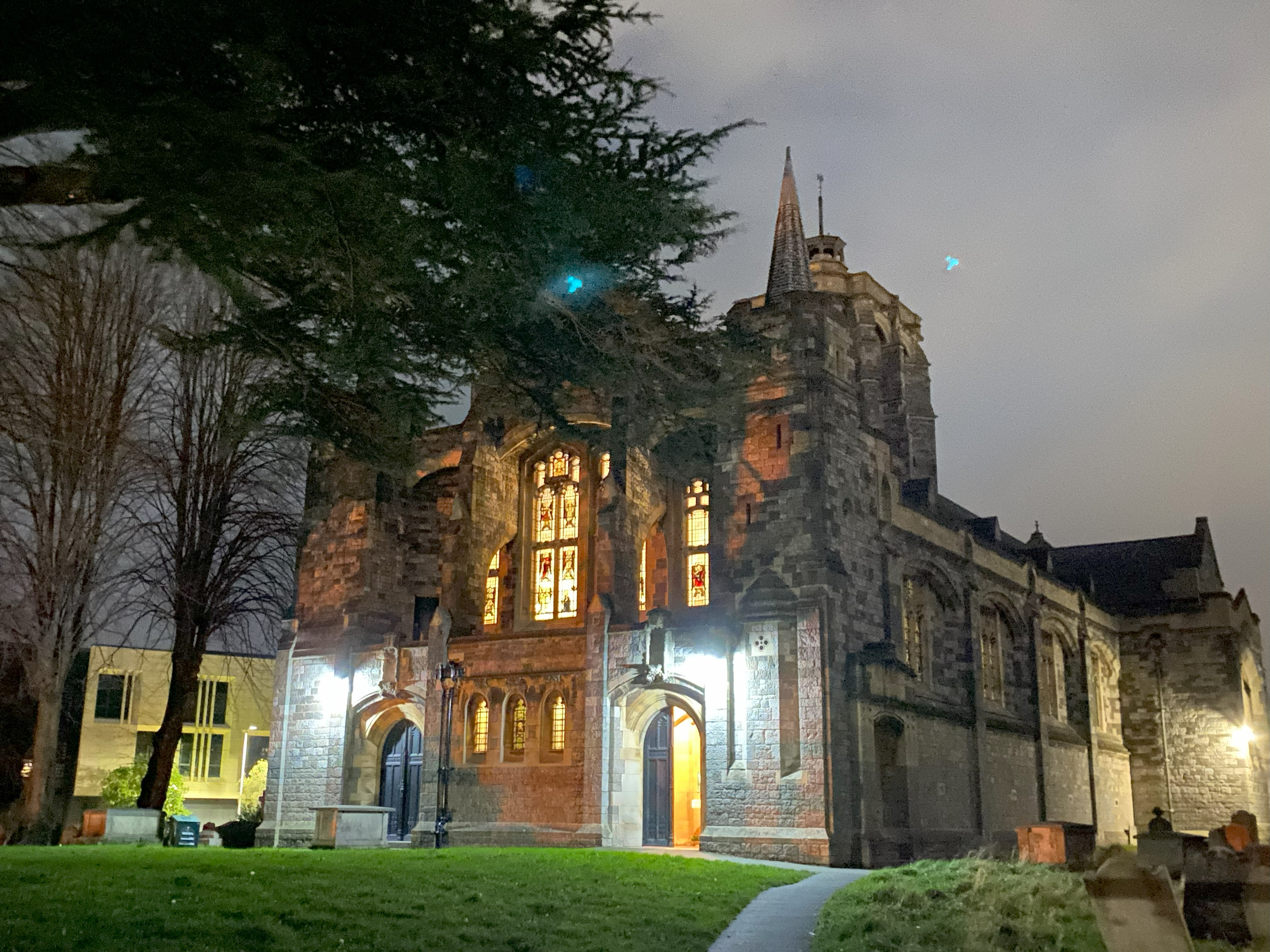
聖大衛教堂

## 外部連結
- 埃克塞特市議會
- 便宜的租金车在埃克塞特机场 （页面存档备份，存于）